# NGC 1227
NGC 1227 est une galaxie lenticulaire située dans la constellation de Persée. Elle a été découverte par l'astronome français Édouard Stephan en 1880.

## Caractéristiques
Sa vitesse par rapport au fond diffus cosmologique est de 5 380 ± 28 km/s, ce qui correspond à une distance de Hubble de 59,4 ± 5,6 Mpc (∼194 millions d'al).
En raison d'une brillance de surface égale à 14,09 mag/am2, on peut qualifier NGC 1227 de galaxie à faible brillance de surface (LSB en anglais pour low surface brightness). Les galaxies LSB sont des galaxies diffuses (D) avec une brillance de surface inférieure de moins d'une magnitude à celle du ciel nocturne ambiant.